# Romanisation du biélorusse
La romanisation du biélorusse est tout système transcription ou translittération de l'alphabet cyrillique biélorusse en caractères latins.

## Systèmes de romanisation
Dans le monde francophone, le biélorusse est transcrit selon des usages similaires à la transcription du russe en français, documentés par la Commission nationale de toponymie (CNT).
La norme ISO 9:1995, reprise par la norme biélorusse GOST 7.79–2000, est la norme de translittération scientifique valable pour toutes les langues employant l'alphabet cyrillique. On rencontre également des systèmes de romanisation anglo-saxons :
- BGN/PCGN : système américain et britannique de transcription des toponymes ;
- Norme britannique 2979:1958 ;
- ALA-LC : norme de la bibliothèque du Congrès des États-Unis.

Il existe par ailleurs un système gouvernemental biélorusse de transcription des toponymes (introduit en 2000, révisé en 2007).
Par le passé, le biélorusse a également pu être écrit en alphabet łacinka (alphabet biélorusse latin) qui n'est pas une romanisation mais un alphabet latin conçu pour le biélorusse par analogie avec le polonais et le tchèque.
| Cyrillique                             | Scientifique | ALA-LC | Britannique | BGN/PCGN | ISO 9 | Biélorusse 2000 | Biélorusse 2007 | Transcription francophone |
| -------------------------------------- | ------------ | ------ | ----------- | -------- | ----- | --------------- | --------------- | ------------------------- |
| А а                                    | a            | a      | a           | a        | a     | a               | a               | a                         |
| Б б                                    | b            | b      | b           | b        | b     | b               | b               | b                         |
| В в                                    | v            | v      | v           | v        | v     | v               | v               | v                         |
| Г г                                    | h            | h      | h           | h        | g     | h               | h               | h                         |
| Ґ ґ                                    | g            | g      | g           | g        | g̀     |                 |                 | g                         |
| Д д                                    | d            | d      | d           | d        | d     | d               | d               | d                         |
| Дж дж                                  | dž           | dz͡h    | dzh         | dzh      | dž    | dž              | dž              | dj                        |
| Дз дз                                  | dz           | dz     | dz          | dz       | dz    | dz              | dz              | dz                        |
| Е е                                    | e            | e      | e           | ye       | e     | je, ie          | je, ie          | ie, e                     |
| Ё ё                                    | ë            | i͡o     | ë           | yo       | ë     | jo, io          | jo, io          | io, e                     |
| Ж ж                                    | ž            | z͡h     | zh          | zh       | ž     | ž               | ž               | j                         |
| З з                                    | z            | z      | z           | z        | z     | z               | z               | z                         |
| І і                                    | i            | i      | i           | i        | ì     | i               | i               | i                         |
| Й й                                    | j            | ĭ      | ĭ           | y        | j     | j               | j               | ï                         |
| К к                                    | k            | k      | k           | k        | k     | k               | k               | k                         |
| Л л                                    | l            | l      | l           | l        | l     | l               | l               | l                         |
| Ль ль                                  |              |        |             |          |       |                 | ĺ               |                           |
| М м                                    | m            | m      | m           | m        | m     | m               | m               | m                         |
| Н н                                    | n            | n      | n           | n        | n     | n               | n               | n                         |
| О о                                    | o            | o      | o           | o        | o     | o               | o               | o                         |
| П п                                    | p            | p      | p           | p        | p     | p               | p               | p                         |
| Р р                                    | r            | r      | r           | r        | r     | r               | r               | r                         |
| С с                                    | s            | s      | s           | s        | s     | s               | s               | s                         |
| Т т                                    | t            | t      | t           | t        | t     | t               | t               | t                         |
| Тс тс                                  |              |        | t-s         | t·s      |       |                 |                 |                           |
| У у                                    | u            | u      | u           | u        | u     | u               | u               | ou                        |
| Ў ў                                    | ŭ (w)        | ŭ      | w           | w        | ǔ     | ú               | ŭ               | w                         |
| Ф ф                                    | f            | f      | f           | f        | f     | f               | f               | f                         |
| Х х                                    | x (ch)       | kh     | kh          | kh       | h     | ch              | ch              | kh                        |
| Ц ц                                    | c            | ts     | ts          | ts       | c     | c               | c               | ts                        |
| Ч ч                                    | č            | ch     | ch          | ch       | č     | č               | č               | tch                       |
| Ш ш                                    | š            | sh     | sh          | sh       | š     | š               | š               | ch                        |
| ʼ                                      | –            | -      | ˮ, "        | ʺ        | ʼ     | -               | -               |                           |
| Ы ы                                    | y            | y      | ȳ           | y        | y     | y               | y               | y                         |
| Ь ь                                    | ʹ            | ʹ      | ʼ, '        | ʹ        | ʹ     | ʹ               | ◌́               |                           |
| Э э                                    | è            | ė      | é           | e        | è     | e               | e               | e, è                      |
| Ю ю                                    | ju           | i͡u     | yu          | yu       | û     | ju, iu          | ju, iu          | iou                       |
| Я я                                    | ja           | i͡a     | ya          | ya       | â     | ja, ia          | ja, ia          | ia                        |
| Lettres historiques                    |              |        |             |          |       |                 |                 |                           |
| И и                                    |              | ī      |             |          | i     |                 |                 |                           |
| Щ щ                                    |              | shch   |             |          | ŝ     |                 |                 |                           |
| Ъ ъ                                    |              | ʺ      | ˮ, "        |          | ʺ     |                 |                 |                           |
| Ѣ ѣ                                    |              | ě      | ê           |          | ě     |                 |                 |                           |
| 1. 2. 3. 4. 5. 6. 7. 8. 9. 10. 11. 12. |              |        |             |          |       |                 |                 |                           |

## Exemples
| Cyrillique      | Беларусь  | Лукашэнка   | Магілёў  | сямʼя   |
| Łacinka         | Biełaruś  | Łukašenka   | Mahiloŭ  | siamja  |
| BGN/PCGN        | Byelarusʹ | Lukashenka  | Mahilyow | syamʺya |
| Scientifique    | Belarusʹ  | Lukašènka   | Mahilëŭ  | sjamja  |
| ALA-LC          | Belarusʹ  | Lukashėnka  | Mahili͡oŭ | si͡ami͡a  |
| Britannique     | Belarus’  | Lukashénka  | Mahilëw  | syamˮya |
| ISO 9           | Belarusʹ  | Lukašènka   | Magìlëǔ  | sâmʼâ   |
| Biélorusse 2000 | Bielarusʼ | Lukašenka   | Mahilioú | siamja  |
| Biélorusse 2007 | Bielaruś  | Lukašenka   | Mahilioŭ | siamja  |
| Français        | Biélarous | Loukachenka | Mahiliow | siamia  |

## Les noms de personne
La transcription en langues à écriture latine des noms de personne des ressortissants biélorusses pose des problèmes de nature politique plus que linguistique : toute personne ayant un nom biélorusse a également un nom russe et vice versa ; il s'agit en pratique deux versions différentes d'un même nom. Les médias occidentaux ont donc à choisir entre la transcription de la version russe ou biélorusse.
Exemples de double transcription française
- Svetlana Aleksievitch (Alexiévitch) ou Sviatlana Aleksievitch
- Stanislav Chouchkevitch ou Stanislaw Chouchkievitch
- Igor Fissenko ou Ihar Fissenka (be)
- Roman Golovtchenko ou Raman Halowtchenka
- Metchislav Grib ou Mietchyslaw Hryb
- Vladimir Iermochine (Ermochine) ou Ouladzimir Iarmochyne
- Andreï Kobiakov ou Andreï Kabiakow
- Pavel Latouchko ou Pavel Latouchka
- Sergueï Ling ou Siarhieï Linh
- Aleksandr (Alexandre) Loukachenko ou Aliaksandr Loukachenka
- Guennadi Novitski ou Hienadz Navitski
- Panteleïmon Ponomarenko ou Pantseliaïmon Panamarenka
- Sergueï Roumas ou Siarhieï Roumas
- Sergueï Sidorski ou Siarhieï Sidorski
- Mikhaïl Tchiguir ou Mikhaïl Tchyhir
- Svetlana Tikhanovskaïa ou Sviatlana Tsikhanowskaïa